# Disputa tra Horo e Seth

Raffigurazione di Horo

La disputa tra Horo e Seth è un racconto appartenente alla letteratura egizia antica.

È una riformulazione a livello popolare di miti molto più antichi. I temi mitologici antichi, già trascurati da parte della teologia del Nuovo Regno, in quanto troppo sofisticati, sono stati ripresi con una angolatura più popolareggiante ad uso e consumo dei narratori.
Nel caso della disputa tra Horus e Seth vi è uno dei miti centrali e fondamentali dell'intera religiosità egizia che ispira e sostiene la trama di un racconto a tratti scanzonato e irrispettoso, quasi come se il popolo abbia la necessità di conservare una fisionomia limpida e nitida degli dei che solo la tradizione mitologica può consentire, mentre invece nella stessa epoca le divinità si tramutano in elementi sempre più misteriosi, vaghi e imperscrutabili.

## Storia

Raffigurazione di Seth

Il papiro Chester Beatty I, che ci tramanda questo straordinario racconto, appartiene al periodo della XX dinastia egizia ed è conservato presso la Libreria Chester Beatty di Dublino. Redatto in ieratico e proveniente da Deir el-Medina appartenne allo scriba Qenherkhopshef. Molti egittologi sostengono che possa essere una riedizione di un testo più antico e risalente al Medio Regno. In gioco vi è la pesante eredità di Osiride, che viene disputata tra Horo e Seth. In questo racconto appare molto evidente il contrasto tra lo sfondo teologico e una stesura nella quale, invece, le divinità vengono descritte con parole e immagini molto familiari e lo stesso mondo divino in cui vivono finisce per riflettere il grigiore, la sregolatezza e la dissolutezza del mondo reale.
Il tribunale degli dei è sin troppo simile al corso della giustizia umana, con la sua lentezza esasperante nell'assumere decisioni, che nel caso specifico, si protrae per ben ottanta anni.
Alla fine vince Horo che viene riconosciuto come il legittimo erede di Osiride e quindi trionfa la giustizia.

## Trama
E dopo ottanta lunghi anni la corte è schierata al completo per decidere definitivamente sulla contesa. La guida il Signore Universale, ossia il dio Atum di Eliopoli, che in questa occasione parteggia per Seth e quindi non rispetta le regole della imparzialità dei giudicanti.
Assieme ad Atum, il collegio giudicante è formato dai Nove Dei (Enneade), che in un primo tempo sembrerebbe disposto a riconoscere ad Horo il suo diritto regale di successione.
Da questo momento Seth si appella a qualunque giustificazione ed argomentazione, come ad esempio quella della sua maggiore forza fisica e quindi della sua migliore idoneità a sostituire degnamente Osiride. 

Vengono chiamate a consiglio anche altre divinità come il dio-ariete Khnum oppure inviate missive come alla Dea Madre di Ra.
La Grande Madre divina si pronuncia a favore di Horo, consigliando laute ricompense per lo sconfitto, ma anche in questa occasione il Signore Universale si mostra scettico sull'energia e sulla forza, e diremmo anche sulla saggezza, dispiegabili dal bambino Horo.

Non mancano attimi di tensioni e litigi anche all'interno della "commissione giudicante", parzialmente stemperati da atti scanzonati come l'improvvisa esibizione dei genitali da parte di Hathor, la dea del sicomoro tenuta davanti ad un rabbuiato Signore Universale.
Finalmente viene data la parola ai due contendenti.
Seth afferma di poter eliminare ogni giorno i nemici del Sole e quindi pretende la dignità di Osiride e chiede alla corte di allontanare Iside, che in risposta tende una trappola a Seth grazie ad un abile incantesimo. Seth cadendo nel tranello teso da Iside si risponderà, in qualche modo, già da solo alle argomentazioni proposte da Iside, anticipando così la sentenza. Seth non accetta, per l'ennesima volta, la propensione dei giudici ad incoronare Horo e propone una sfida acquatica arricchita da eventi magici raccapriccianti.
A questo punto il racconto cade nella volgarità seppur esilarante, delle abitudini sessuali di Seth e Horo.
Seth sfida Horo:"Vieni, trasformiamoci in due ippopotami ciccioni e tuffiamoci nell'acqua nel mezzo del Verdissimo.A chi verrà a galla entro un periodo di tre mesi non sarà data la funzione [il comando]". Iside cerca di arpionare Seth ippopotamo, ma alla fine prova compassione. Seth cerca di imporre la sua supremazia sessuale su Horo, che in realtà Horo sembra accettare di buon grado. Horo racconta tutto alla madre portandole in prova il seme di Seth raccolto con le proprie mani. La madre inorridisce, taglia le mani di Horo, le getta in acqua e gli dà delle mani equivalenti. Poi raccoglie il seme di Horo in un vaso e lo mette sulla lattuga che Seth è solito consumare avidamente e che anche quel giorno divora rimanendo "incinto" di Horo. Quando il processo riprende, Seth afferma che la regalità spetta a lui perché è lui ad aver dominato Horo, ha "fatto opera di maschio" su Horo. Il dio Thot ordina allora che il seme di entrambi si manifesti: quello di Seth risponde dall'acqua dove era stato gettato, quello di Horo esce dalla fronte di Seth dando scandalo e il colpo di grazia alla reputazione del dio che alla fine accetta il giudizio a lui sfavorevole.
Pone fine all'interminabile contesa una lettera spedita da Iside al sovrano, figlio di Ra, signore delle provviste, nella quale sottolinea che è stata lei a concedere al popolo l'orzo, il frumento ed il bestiame necessari anche agli dei. La lettera raggiunge anche il Signore Universale ed i Nove Dei e finalmente Horo viene definitivamente incoronato sovrano mentre Seth diventa il dio del tuono e della tempesta dando sfogo, in tal modo, a tutto il suo rancore.